# Símbolos bahaíes

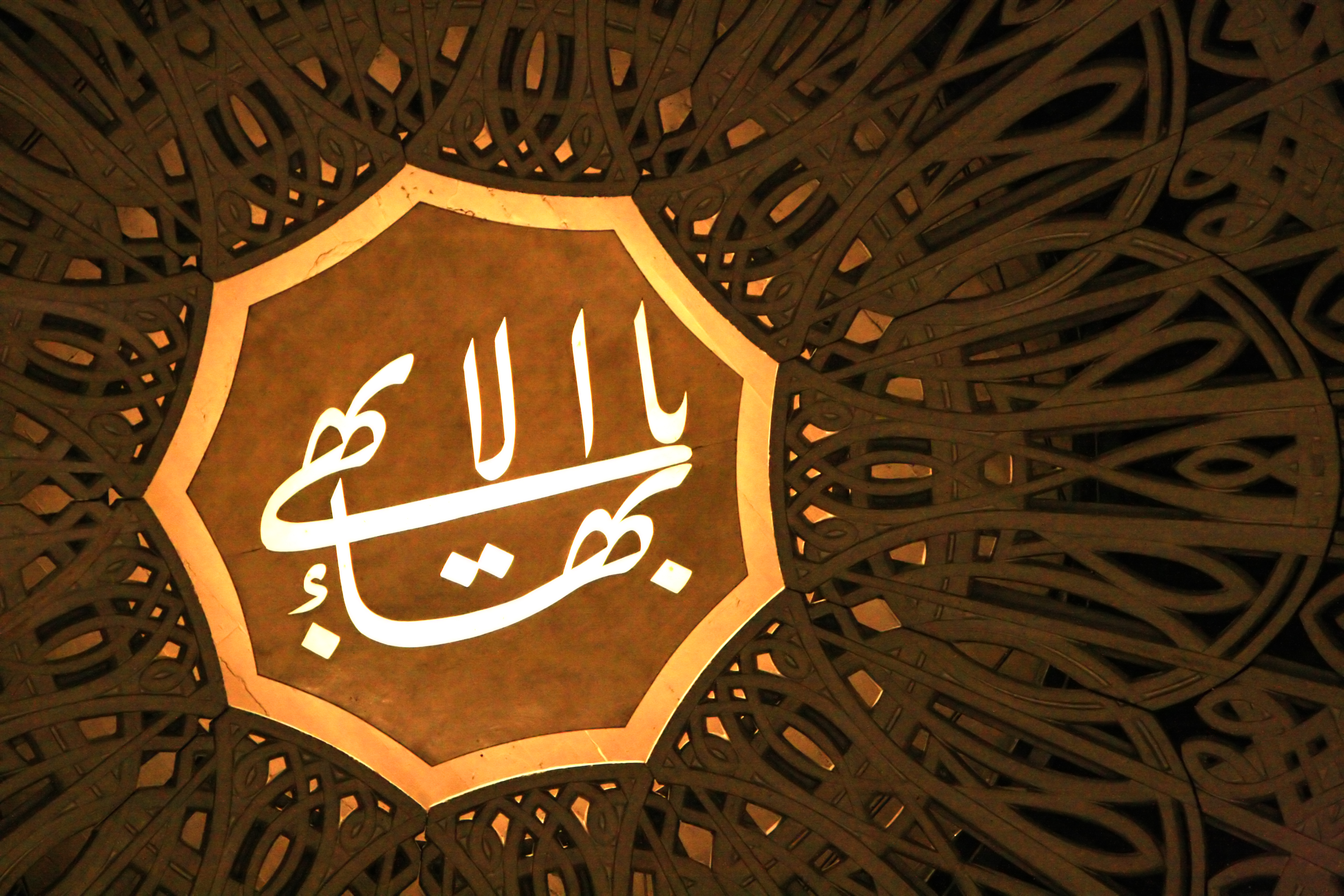
Caligrafía de El más grande nombre

Los símbolos bahaíes son los propios del bahaísmo, movimiento renovador del islam que nació en Persia. Símbolos comunes incluyen la estrella de nueve puntas, el más Grande Nombre, el sello de Bahá'u'lláh.

## El más Grande Nombre

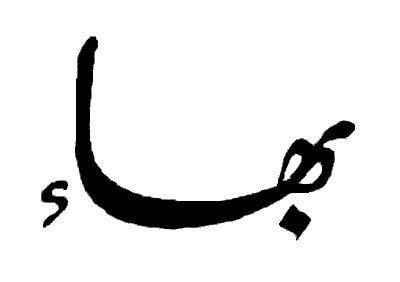
La palabra Bahá’

En la creencia islámica Dios tiene 99 nombres, y en algunas tradiciones islámicas se cree que hay centésimo nombre oculto el cual es el más grande, o grandioso. En la creencia Bahá'í, “El más Grande Nombre” es “Bahá” (بهاء), traducido como “gloria” o “esplendor”. Muchos símbolos de la religión bahaí derivan del significado de la palabra «Bahá», y es la palabra raíz usada en muchos otros nombres, comenzando por Bahá'í (seguidor de Bahá), Bahá'u'lláh (Gloria de Dios), Abdu'l-Bahá (sirviente de la gloria), Yá Bahá'u'l-Abhá (¡Oh Tú, Gloria del Más Glorioso), y Alláh-u-Abhá (Dios es el más Glorioso).
Bahá'u'lláh con frecuencia se refería a los bahaíes en sus escritos como “la gente de Bahá”, además de eso, el Báb envío una tabla a Bahá'u'lláh con 360 derivados de la palabra Bahá
. Junto con oraciones diarias, a los Bahá'ís se les pide recitar la frase "Alláh-u-Abhá" 95 veces en forma de meditación.

Caligrafía de El más Grande Nombre

El símbolo conocido como el Más Grande Nombre es una caligrafía árabe originalmente hecho por uno de los primeros bahaíes, Mishkín Qalam, y más tarde fue adaptado por los bahaíes en todas partes.
Ya que el símbolo se refiere más directamente al nombre de Dios y a los Mensajeros de Dios, más que cualquier otro símbolo el bahaísmo, no es usada de manera casual ni puesta en un artefacto de uso cualquiera. El símbolo es más comúnmente visto en casa de Bahá'ís.

## Estrella de nueve puntas
De acuerdo al sistema Abjad de Isopsefía, la palabra Bahá tienen una equivalencia numérica de 9, y de ahí viene el frecuente uso del número 9 en los símbolos bahaíes. Y en realidad, el símbolo de la estrella de las nueve puntas no es algo que está en las enseñanzas de la religión, sino más bien es la representación de este número, la perfección con la que es visto por sus seguidores, la cual es la perfección de la revelación bahaí, la cual constituye la novena en la línea de religiones existentes y a la vez la más completa que el hombre conoce hasta la fecha. Entre las religiones se cuentan: Judaísmo, Cristianismo, Zoroastrismo, Sabíanismo, Hinduismo, Budismo, el Islam, y el Babismo. No obstante, Shoghi Effendi, quien porta el título de Guardián en la Fe Bahá'í, siente que no es algo que se deba poner en un plano rígido, y que es mejor evitarlo, siendo lo más importante de esto, la palabra el valor numérico de la palabra Bahá. En si, en la estrella, y por tanto el 9, es asociado con perfección, unidad y Bahá.